# 曹谷冰
曹谷冰（1895年—1977年），上海川沙县人。中国新闻家。
1923年曾赴德国柏林大学主修政治经济学。1927年，进入天津大公报任编辑。1937年9月，任汉口大公报经理，1938年12月，任重庆大公报经理。抗战胜利后，他担任大公报总管理处副总经理，代总经理。1949年后，担任上海大公报总经理；1953年，任北京大公报经理，著有《苏俄视察记》。